# Saint-Valery-en-Caux
Saint-Valery-en-Caux település Franciaországban, Seine-Maritime megyében. Lakosainak száma 3884 fő (2022. január 1.). Saint-Valery-en-Caux Cailleville, Ingouville, Manneville-ès-Plains és Néville községekkel határos.

## Népesség
A település népessége az elmúlt években az alábbi módon változott:
| Lakosok száma | 4254 | 4209 | 4261 | 4006 | 3907 | 3928 | 3906 | 3915 | 3884 |
|               | 2013 | 2015 | 2016 | 2017 | 2018 | 2019 | 2020 | 2021 | 2022 |